# Åre (plaats)
Åre is een plaats in de gelijknamige gemeente Åre in het landschap Jämtland en de provincie Jämtlands län in Zweden. De plaats heeft 1260 inwoners (2005) en een oppervlakte van 157 hectare. De plaats ligt aan het meer Åresjön, aan de Europese weg 14 en de spoorlijn Trondheim-Sundsvall.

## Skigebied

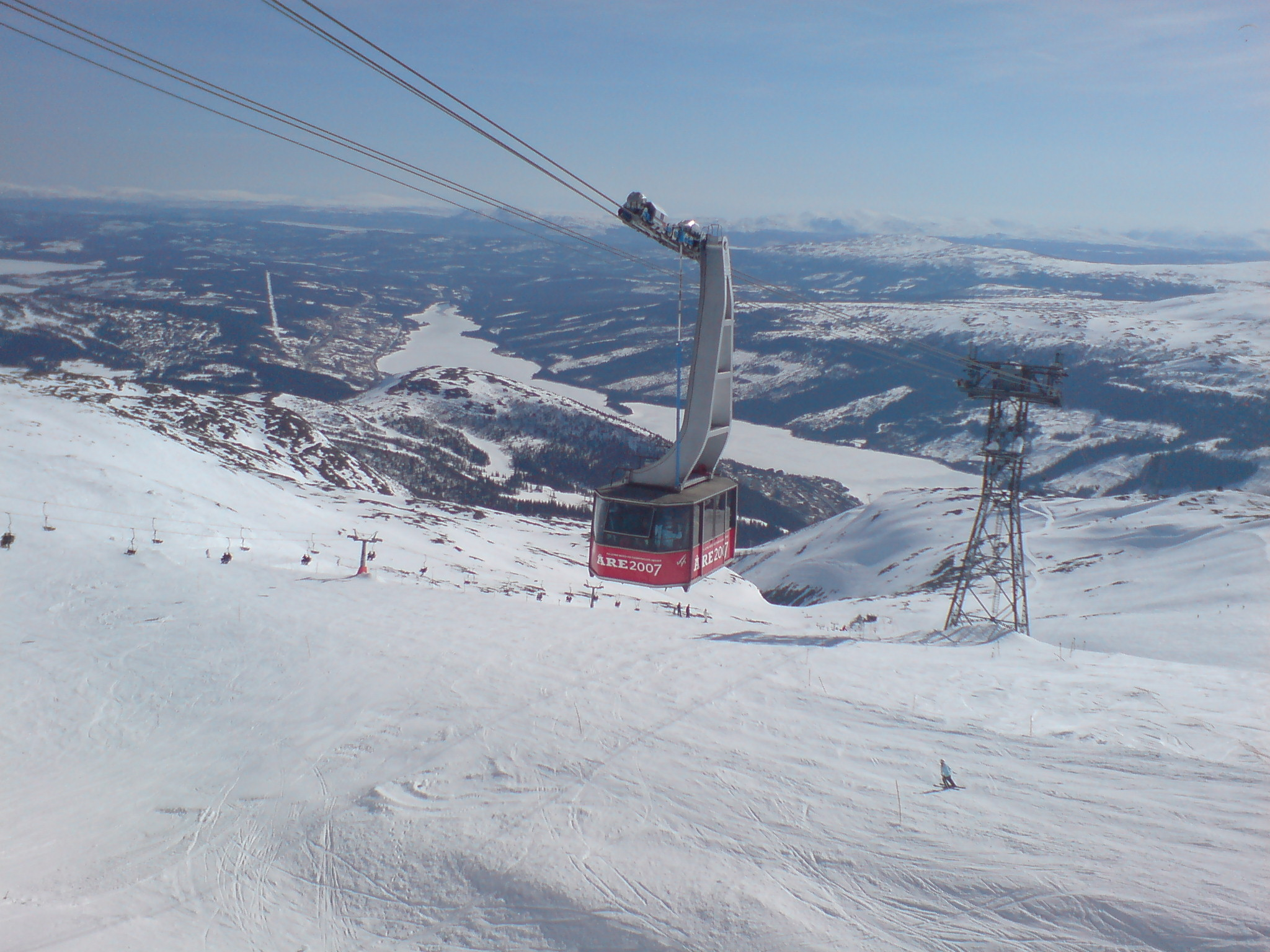
Kabelbaan in het Skigebied

Bij Åre ligt op de berg de Åreskutan een van de grootste skigebieden van Zweden, hier worden regelmatig grote skiwedstrijden georganiseerd, waaronder World Cup-wedstrijden. Zo werd er in 2006 het finaleweekend van de World Cup Alpineskiën 2006 gehouden. In 1954, 2007 en 2019 vonden de Wereldkampioenschappen alpineskiën in Åre plaats.
Tevens heeft deze plaats zich tweemaal tevergeefs kandidaat gesteld voor de Olympische Winterspelen. In 1968 ging de eer naar Grenoble in Frankrijk. De gezamenlijke kandidatuur van Åre en Stockholm voor 2026 moest het afleggen tegen die van Milaan en Cortina d'Ampezzo in Italië.

## Geboren
- Kajsa Kling (1988), alpineskiester
- Ludvig Fjällström (1993), freestyleskiër